# باي شين-يونغ
باي شين-يونغ (هانغل: 배신영) هو لاعب كرة قدم كوري جنوبي في مركز الوسط، ولد في 11 يونيو 1992 في كوريا الجنوبية. لعب مع نادي سانغجو ‏.

## وصلات خارجية
- باي شين-يونغ على موقع دوري كوريا الجنوبية (الإنجليزية)
- باي شين-يونغ على موقع Soccerway.com (الإنجليزية)